# Верхние Росташи
 Верхние Росташи  —поселок в Большечерниговском районе Самарской области в составе сельского поселения Восточный. 

## География
Находится на расстоянии примерно 19 километр по прямой на восток-юго-восток от районного центра села Большая Черниговка.

## Население
Постоянное население составляло 257 человека в 2002 году (русские 39%, казахи 37%) ,  219 в 2010 году.